# Puhlstrom
Der Puhlstrom ist ein orographisch rechter Zufluss der Spree auf der Gemarkung der Gemeinden Schlepzig und Unterspreewald im Landkreis Dahme-Spreewald in Brandenburg. Neben der Spree und dem Zerniasfließ ist er einer der drei Hauptwasserläufe im Unterspreewald.

## Verlauf
Der Puhlstrom zweigt nördlich des Schlepziger Wohnplatzes Petkamsberg und dort westlich des Inselteichs nach Nordwesten hin ab. Er durchfließt eine Niederungsfläche im Naturschutzgebiet Inneren Unterspreewald; je nach Wasserstand fließt von Westen aus dem Schulzkastrom Wasser zu oder über den nördlich gelegenen Laubengang Wasser in den Krausnicker Strom ab. In Höhe des Schlepziger Wohnplatzes Buschmühle fließt von Osten kommend die Quasspree Ost zu. Wenige Meter weiter nördlich befindet sich ein Wehr mit einer Fischtreppe. Der Puhlstrom unterquert die Landstraße 721, die in diesem Bereich in West-Ost-Richtung verläuft und fließt zunächst in nordwestlicher, später wieder in nördlicher Richtung durch die Kernzone des Naturschutzgebietes. Bei Flusskilometer 6,28 befindet sich ein weiteres Wehr mit einer Selbstbedienungsschleuse für Wasserwanderer. Je nach Wasserstand fließt Wasser über den nach Westen führenden Dresslerstrom in die Spree ab. Der Puhlstrom schwenkt in nordöstliche Richtung und nimmt den von Süden kommenden Schiwanstrom auf. Im weiteren Verlauf durch die Kernzone fließt bei Bedarf erneut Wasser über die Pfahlspree in die Spree ab. Der Puhlstrom erreicht die Gemeindegrenze der Gemeinde Unterspreewald und verläuft südlich dessen Ortsteil Leibsch in nordöstlicher Richtung. Auf einer landwirtschaftlich genutzten Fläche nimmt der Puhlstrom bei Bedarf Wasser aus dem von Süden zulaufenden Meliorationsgraben Dubraitze auf. Kurz vor der Wohnbebauung von Leibsch entwässert der Puhlstrom schließlich in die Spree.

## Nutzung
Neben der bereits erwähnten Nutzung als Hauptwasserlauf ist der rund 2,5 km lange Abschnitt vom Abzweig der Spree bis zum Wehr für den Angelsport freigegeben.

## Umgebung und Zustand
Das Einzugsgebiet wird zu 22,51 % als Ackerland, zu 19,61 % als Grünland und zu 57,21 % als Wald genutzt. Weitere 0,67 % nehmen Verkehrsflächen ein. Der ökologische Gesamtzustand wird in einer Untersuchung des MLUK als „mäßig“ eingestuft. Das Wasser ist teilweise mit Quecksilber und Diphenylether belastet, hinzu kommen physikalische Veränderung durch Dämme und Schleusen. Die vom MLUK gesetzten, ökologischen Umweltziele sollen bis 2039 erreicht werden; die chemischen Belastungen bis nach 2045 abgebaut werden.